# C/1967 M1 (Mitchell-Jones-Gerber)
C/1967 M1 (także Mitchell-Jones-Gerber) – kometa najprawdopodobniej jednopojawieniowa, którą można było obserwować gołym okiem w 1967 roku.

## Odkrycie i obserwacje komety
Kometa została zaobserwowana po raz pierwszy 29 czerwca 1967 roku przez H.E. Mitchella w Australii. Niezależnie odkryli ją M.V. Jones i Friedrich Wilhelm Gerber.

## Orbita komety
C/1967 M1 (Mitchell-Jones-Gerber) porusza się po orbicie w kształcie zbliżonym do paraboli o mimośrodzie 1. Peryhelium znajdowało się w odległości 0,18 j.a. od Słońca. Nachylenie jej orbity do ekliptyki wynosiło 56,7˚.